# Russell Baker
Russell Wayne Baker (condado de Loudoun, Virginia, 14 de agosto de 1925 - Leesburg, 21 de enero de 2019) fue un periodista estadounidense.

## Trayectoria
Se unió a la plantilla del Baltimore Sun en 1947 y en 1954, pasó a formar parte de la dirección del New York Times. A principios de los años 1960 comenzó a publicar su famosa columna titulada Observer. Aunque inicialmente se dedicó a la sátira política después exploró otros temas. En 1993, se convirtió en el anfitrión del programa televisivo Masterpiece Theatre.

## Premios
- En 1979 ganó el Premio Pulitzer en la categoría de comentaristas.
- Premio Pulitzer a la autobiografía Growing Up (1982).

## Libros
Entre sus libros se encuentran las autobiografías. 
- Growing Up, ganadora de un Premio Pulitzer en 1982 y
- The Good Times de 1989.

## Vida personal
En 1950 se casó con Miriam Nash, que murió en 2015. La pareja tuvo cuatro hijos, Allen, Kasia, Michael y Phyllis. Murió en su casa en Leesburg, Virginia, el 21 de enero de 2019.